# Newseum
Newseum – interaktywne muzeum w Waszyngtonie założone w celu zwiększenia społecznej świadomości dotyczącej znaczenia wolności mediów oraz 1. poprawki do Konstytucji Stanów Zjednoczonych. Muzeum po raz pierwszy otwarte w kwietniu 1997 w Arlington, po zamknięciu w tejże lokalizacji, ponownie otwarto w nowym gmachu przy Pennsylvania Avenue 11 kwietnia 2008. Zwiedzający zostają zaznajomieni z rolą wolnej prasy w  przełomowych wydarzeniach historycznych, dziejami wiadomości oraz tym jak główne postanowienia 1. poprawki do Konstytucji Stanów Zjednoczonych wpływają na ich życie. Ekspozycja rozciąga się na 7 kondygnacjach i obejmuje 15 galerii oraz 15 sal widowiskowych. Od momentu otwarcia w 2008, muzeum odwiedziło 8 mln zwiedzających.

## Historia

### Powstanie Muzeum w Arlington
Jako pierwszą lokalizację dla Newseum działającego pod skrzydłami organizacji non-profit Freedom Forum wybrano Rosslyn w hrabstwie Arlington. Muzeum, kosztujące 50 mln USD, otwarto w kwietniu 1997. W ciągu 3 pierwszych lat działalności muzeum przyciągnęło 1,5 mln zwiedzających. Już na początku marca 2000 władze Muzeum ogłosiły zamiar przeprowadzki, dyktowany chęcią zwiększenia powierzchni wystawienniczej. 3 marca 2002 placówkę w Arlington zamknięto, celem skupienia się na budowie nowego gmachu.

### Przeprowadzka do Waszyngtonu
Zarząd Freedom Forum pod przewodnictwem Ala Neuhartha na miejsce na drugą siedzibę wybrał działkę przy Pennsylvania Avenue w Waszyngtonie. Do pracy nad nowym budynkiem powołano projektanta wystaw Ralpha Appelbauma i architekta Jamesa Stewarta Polsheka. Po kilkumiesięcznym opóźnieniu spowodowanym przedłużającymi się robotami budowlanymi, muzeum otwarto w nowym gmachu 11 kwietnia 2008.

## Budynek
Głównym elementem dekoracyjnym budynku jest fasada z "oknem na świat" wyglądającym na Pennsylvania Avenue oraz National Mall, które umożliwia przyjrzenie się wystawie z zewnątrz. Fasada została ozdobiona 45 słowami 1. poprawki do Konstytucji Stanów Zjednoczonych wykutymi na tablicy o wysokości 75 ft (22,86 m) z różowego marmuru z Tennessee. 
Gmach wybudowany przez Turner Construction składa się z 7 kondygnacji mieszczących 15 sal widowiskowych i 15 galerii z wystawami interaktywnymi zajmujących ponad 51 000 m². Ponadto w budynku mieszczą się biura organizacji Freedom Forum, ekskluzywne apartamenty, lokale handlowe, podziemny parking, centrum konferencyjne z zewnętrznym tarasem, dwie restauracje i centrum obsługi zwiedzających.